# Championship League 2022
Die Championship League 2022 war ein Turnier der Snooker-Saison 2022/23 der World Snooker Tour. Es wurde in drei Gruppenrunden, verteilt auf fünf Wochen, vom 28. Juni bis 29. Juli ausgetragen. Zum dritten Mal bildete dieses Sonderformat um Weltranglistenpunkte den Auftakt zu einer neuen Spielzeit und zum zweiten Mal in Folge war die Morningside Arena von Leicester der Austragungsort.
Im Vorjahr hatte David Gilbert an selber Stelle gewonnen. Dieses Mal konnte in einer sonst von chinesischen Spielern geprägten Finalphase der Belgier Luca Brecel seinen dritten Ranglistenturniertitel und inklusive der Championship League 2020 – als Einladungsturnier ausgetragen – seinen insgesamt vierten Profititel gewinnen. Er besiegte im Finale den Chinesen Lu Ning mit 3:1. Dessen Landsmann Zhao Xintong spielte mit einer 145-Punkte-Serie das höchste Break des Turniers, insgesamt wurden im Turnierverlauf erstmals über hundert Century-Breaks gespielt.

## Hintergrund und Modus
Wie in den beiden Vorjahren wurde sowohl eine Championship League als Weltranglistenturnier als auch später um den Jahreswechsel herum ein Einladungsturnier nach traditionellem Format in den Turnierkalender aufgenommen.
Dieses Turnier zu Saisonbeginn war ein dreistufiges Rundenturnier mit einem abschließenden Finalmatch. Die 128 Teilnehmer wurden nach ihrer Weltranglistenplatzierung in Vierergruppen aufgeteilt, je ein Spieler aus den Top 32, einer von Platz 33 bis 64 usw. Jede Gruppe spielte im Modus Jeder gegen jeden einen Sieger aus. Die 32 Sieger wurden danach wieder in acht Vierergruppen aufgeteilt, die im selben Modus acht Sieger ermittelten. Am Finaltag gab es noch einmal zwei Vierergruppen, deren Sieger in einem abschließenden Finalmatch um den Turniersieg spielten.

### Preisgeld
Das Preisgeld richtete sich ausschließlich nach der erreichten Platzierung, Zusatzprämien für gewonnene Frames wie im traditionellen Format der Championship League gab es nicht. Die Prämien waren dieselben wie beim Turnier ein Jahr zuvor. Insgesamt wurden 328.000 £ ausgeschüttet.
| Auftaktrunde  | Preisgeld |
| ------------- | --------- |
| Gruppensieger | 3.000 £   |
| Platz 2       | 2.000 £   |
| Platz 3       | 1.000 £   |

| Zwischenrunde | Preisgeld |
| ------------- | --------- |
| Gruppensieger | 4.000 £   |
| Platz 2       | 3.000 £   |
| Platz 3       | 2.000 £   |
| Platz 4       | 1.000 £   |

| Finalgruppe | Preisgeld |
| ----------- | --------- |
| Platz 1     | 6.000 £   |
| Platz 2     | 4.000 £   |
| Platz 3     | 2.000 £   |
| Platz 4     | 1.000 £   |

| Endspiel              | Preisgeld |
| --------------------- | --------- |
| Turniersieger         | 20.000 £  |
| Unterlegener Finalist | 10.000 £  |

## Turnier

### Auftaktrunde
Die Auftaktrunde wurde in 32 Gruppen zu je 4 Spielern ausgetragen. Sie fand, verteilt auf vier Termine, vom 28. Juni bis 21. Juli statt. Je zwei Gruppen wurden pro Tag parallel ausgetragen. Der Weltranglistenerste Ronnie O’Sullivan spielte in Gruppe 1, der an 2 platzierte Judd Trump in Gruppe 2, Mark Selby in Gruppe 3 usw.
Alle Gruppenspiele wurden im Modus Best of 4 ausgetragen.
Gruppe 1
Die Spiele der ersten Gruppe fanden am 4. Juli statt. Favorit Ronnie O’Sullivan konnte sich gegen seine drei Konkurrenten durchsetzen und qualifizierte sich als Gruppensieger für die Finalrunde.
| Pos. | Spieler               | Partien | Partien | Partien | Frames | Frames | Frames | Höchstes Break | Punkte |
| Pos. | Spieler               | G       | U       | V       | G      | V      | ±      | Höchstes Break | Punkte |
| ---- | --------------------- | ------- | ------- | ------- | ------ | ------ | ------ | -------------- | ------ |
| 1    | Ronnie O’Sullivan     | 3       | 0       | 0       | 9      | 2      | +7     | 121            | 9      |
| 2    | Alexander Ursenbacher | 2       | 0       | 1       | 7      | 5      | +2     | 105            | 6      |
| 3    | Alfie Burden          | 0       | 1       | 2       | 4      | 8      | −4     | 79             | 1      |
| 4    | Farakh Ajaib          | 0       | 1       | 2       | 3      | 8      | −5     | 79             | 1      |

Einzelergebnisse
| Spiel | Spieler 1             | Ergebnis | Spieler 2             |
| ----- | --------------------- | -------- | --------------------- |
| 1     | Ronnie O’Sullivan     | 03:03    | Farakh Ajaib          |
| 2     | Alexander Ursenbacher | 13:13    | Alfie Burden          |
| 3     | Alexander Ursenbacher | 13:13    | Farakh Ajaib          |
| 4     | Ronnie O’Sullivan     | 13:13    | Alfie Burden          |
| 5     | Alfie Burden          | 2:2      | Farakh Ajaib          |
| 6     | Ronnie O’Sullivan     | 13:13    | Alexander Ursenbacher |

Gruppe 2
Die Spiele der zweiten Gruppe fanden am 19. Juli statt. Favorit Judd Trump musste sich im Kampf um den Gruppensieg überraschend Jamie Clarke geschlagen geben. Der Waliser erreichte im direkten Vergleich ein Unentschieden und hatte am Ende das bessere Frameverhältnis.
| Pos. | Spieler         | Partien | Partien | Partien | Frames | Frames | Frames | Höchstes Break | Punkte |
| Pos. | Spieler         | G       | U       | V       | G      | V      | ±      | Höchstes Break | Punkte |
| ---- | --------------- | ------- | ------- | ------- | ------ | ------ | ------ | -------------- | ------ |
| 1    | Jamie Clarke    | 1       | 2       | 0       | 7      | 4      | +3     | 62             | 5      |
| 2    | Judd Trump      | 1       | 2       | 0       | 7      | 5      | +2     | 76             | 5      |
| 3    | Sean O’Sullivan | 1       | 0       | 2       | 4      | 7      | −3     | 65             | 3      |
| 4    | Peng Yisong     | 0       | 2       | 1       | 5      | 7      | −2     | 133            | 2      |

Einzelergebnisse
| Spiel | Spieler 1       | Ergebnis | Spieler 2       |
| ----- | --------------- | -------- | --------------- |
| 1     | Judd Trump      | 2:2      | Peng Yisong     |
| 2     | Jamie Clarke    | 03:03    | Sean O’Sullivan |
| 3     | Jamie Clarke    | 2:2      | Peng Yisong     |
| 4     | Judd Trump      | 13:13    | Sean O’Sullivan |
| 5     | Sean O’Sullivan | 13:13    | Peng Yisong     |
| 6     | Judd Trump      | 2:2      | Jamie Clarke    |

Gruppe 3
Die Spiele der dritten Gruppe fanden am 7. Juli statt. Im entscheidenden dritten Spiel setzte sich Ben Woollaston gegen den favorisierten Weltranglistendritten und Lokalmatador Mark Selby durch und sicherte sich ohne Punktverlust den Gruppensieg.
| Pos. | Spieler        | Partien | Partien | Partien | Frames | Frames | Frames | Höchstes Break | Punkte |
| Pos. | Spieler        | G       | U       | V       | G      | V      | ±      | Höchstes Break | Punkte |
| ---- | -------------- | ------- | ------- | ------- | ------ | ------ | ------ | -------------- | ------ |
| 1    | Ben Woollaston | 3       | 0       | 0       | 9      | 1      | +8     | 127            | 9      |
| 2    | Mark Selby     | 2       | 0       | 1       | 7      | 4      | +3     | 113            | 6      |
| 3    | James Cahill   | 1       | 0       | 2       | 4      | 7      | −3     | 70             | 3      |
| 4    | Zhang Jiankang | 0       | 0       | 3       | 1      | 9      | −8     | 48             | 0      |

Einzelergebnisse
| Spiel | Spieler 1      | Ergebnis | Spieler 2      |
| ----- | -------------- | -------- | -------------- |
| 1     | Mark Selby     | 13:13    | James Cahill   |
| 2     | Ben Woollaston | 03:03    | Zhang Jiankang |
| 3     | Ben Woollaston | 03:03    | James Cahill   |
| 4     | Mark Selby     | 03:03    | Zhang Jiankang |
| 5     | Zhang Jiankang | 31:31    | James Cahill   |
| 6     | Mark Selby     | 31:31    | Ben Woollaston |

Gruppe 4
Die Spiele der vierten Gruppe fanden am 29. Juni statt. Der Chinese Zhao Xintong, als Weltranglistensechster Favorit der Gruppe, qualifizierte sich mit nur einem Frameverlust souverän für die nächste Runde.
| Pos. | Spieler      | Partien | Partien | Partien | Frames | Frames | Frames | Höchstes Break | Punkte |
| Pos. | Spieler      | G       | U       | V       | G      | V      | ±      | Höchstes Break | Punkte |
| ---- | ------------ | ------- | ------- | ------- | ------ | ------ | ------ | -------------- | ------ |
| 1    | Zhao Xintong | 3       | 0       | 0       | 9      | 1      | +8     | 105            | 9      |
| 2    | Hammad Miah  | 1       | 1       | 1       | 5      | 6      | −1     | 57             | 4      |
| 4    | Michael Holt | 1       | 0       | 2       | 5      | 7      | −2     | 75             | 3      |
| 3    | Adam Duffy   | 0       | 1       | 2       | 3      | 8      | −5     | 44             | 1      |

Einzelergebnisse
| Spiel | Spieler 1    | Ergebnis | Spieler 2    |
| ----- | ------------ | -------- | ------------ |
| 1     | Zhao Xintong | 13:13    | Michael Holt |
| 2     | Hammad Miah  | 2:2      | Adam Duffy   |
| 3     | Hammad Miah  | 13:13    | Michael Holt |
| 4     | Zhao Xintong | 03:03    | Adam Duffy   |
| 5     | Adam Duffy   | 31:31    | Michael Holt |
| 6     | Zhao Xintong | 03:03    | Hammad Miah  |

Gruppe 5
Die Spiele der fünften Gruppe fanden am 11. Juli statt. Ursprünglich sollte als vierter Spieler der zweite Qualifikant der Asia-Oceania Q School an der Gruppe teilnehmen, doch da das Turnier nur wenige Wochen vorher ausgetragen worden war und so schnell ein Umzug nach England und die Teilnahme am Turnier für die betreffenden Spieler nicht möglich war, ging der Startplatz an den für Jamaika antretenden Engländer Rory McLeod. Am Ende konnte sich der favorisierte Waliser Mark Williams mit drei Siegen durchsetzen.
| Pos. | Spieler       | Partien | Partien | Partien | Frames | Frames | Frames | Höchstes Break | Punkte |
| Pos. | Spieler       | G       | U       | V       | G      | V      | ±      | Höchstes Break | Punkte |
| ---- | ------------- | ------- | ------- | ------- | ------ | ------ | ------ | -------------- | ------ |
| 1    | Mark Williams | 3       | 0       | 0       | 9      | 2      | +7     | 140            | 9      |
| 2    | Li Hang       | 1       | 1       | 1       | 6      | 6      | ±0     | 111            | 4      |
| 3    | Andrew Pagett | 1       | 0       | 2       | 4      | 6      | −2     | 94             | 3      |
| 4    | Rory McLeod   | 0       | 1       | 2       | 3      | 8      | −5     | 56             | 1      |

Einzelergebnisse
| Spiel | Spieler 1     | Ergebnis | Spieler 2     |
| ----- | ------------- | -------- | ------------- |
| 1     | Mark Williams | 13:13    | Rory McLeod   |
| 2     | Li Hang       | 13:13    | Andrew Pagett |
| 3     | Li Hang       | 2:2      | Rory McLeod   |
| 4     | Mark Williams | 03:03    | Andrew Pagett |
| 5     | Andrew Pagett | 03:03    | Rory McLeod   |
| 6     | Mark Williams | 13:13    | Li Hang       |

Gruppe 6
Die Spiele der sechsten Gruppe fanden am 30. Juni statt. Der vierte Startplatz dieser Gruppe sollte zunächst an einen der Tourqualifikanten der Asia-Oceania Q School gehen, an Dechawat Poomjaeng. Der Thailänder schaffte es allerdings nicht mehr, rechtzeitig zur Teilnahme bereit zu sein. Der Startplatz ging stattdessen an den englischen Ex-Profispieler Luke Simmonds. Überraschenderweise fiel die Gruppe durch vergleichsweise knappe Entscheidungen auf, vor den letzten beiden Partien hätte sich noch jeder Spieler den Gruppensieg sichern können. Am Ende verpasste der favorisierte Weltranglistenachte Kyren Wilson die Qualifikation, auf Platz 1 landete stattdessen Michael Judge, der als einziger in der Gruppe ein Spiel gewinnen konnte.
| Pos. | Spieler       | Partien | Partien | Partien | Frames | Frames | Frames | Höchstes Break | Punkte |
| Pos. | Spieler       | G       | U       | V       | G      | V      | ±      | Höchstes Break | Punkte |
| ---- | ------------- | ------- | ------- | ------- | ------ | ------ | ------ | -------------- | ------ |
| 1    | Michael Judge | 1       | 2       | 0       | 7      | 5      | +2     | 77             | 5      |
| 2    | Kyren Wilson  | 0       | 3       | 0       | 6      | 6      | ±0     | 98             | 3      |
| 3    | Zhang Anda    | 0       | 3       | 0       | 6      | 6      | ±0     | 66             | 3      |
| 4    | Luke Simmonds | 0       | 2       | 1       | 5      | 7      | −2     | 65             | 2      |

Einzelergebnisse
| Spiel | Spieler 1     | Ergebnis | Spieler 2     |
| ----- | ------------- | -------- | ------------- |
| 1     | Kyren Wilson  | 2:2      | Luke Simmonds |
| 2     | Zhang Anda    | 2:2      | Michael Judge |
| 3     | Zhang Anda    | 2:2      | Luke Simmonds |
| 4     | Kyren Wilson  | 2:2      | Michael Judge |
| 5     | Michael Judge | 13:13    | Luke Simmonds |
| 6     | Kyren Wilson  | 2:2      | Zhang Anda    |

Gruppe 7
Die Spiele der siebten Gruppe fanden am 19. Juli statt. Favorit Shaun Murphy konnte die Gruppe gewinnen, wurde aber durch Tourneuling Ben Mertens deutlich in Bedrängnis gebracht, der nur wegen des schlechteren Frameverhältnisses das Nachsehen hatte.
| Pos. | Spieler        | Partien | Partien | Partien | Frames | Frames | Frames | Höchstes Break | Punkte |
| Pos. | Spieler        | G       | U       | V       | G      | V      | ±      | Höchstes Break | Punkte |
| ---- | -------------- | ------- | ------- | ------- | ------ | ------ | ------ | -------------- | ------ |
| 1    | Shaun Murphy   | 2       | 1       | 0       | 8      | 2      | +6     | 144            | 7      |
| 2    | Ben Mertens    | 2       | 1       | 0       | 8      | 4      | +4     | 117            | 7      |
| 3    | Xu Si          | 1       | 0       | 2       | 4      | 7      | −3     | 62             | 3      |
| 4    | Liam Highfield | 0       | 0       | 3       | 2      | 9      | −7     | 100            | 0      |

Einzelergebnisse
| Spiel | Spieler 1      | Ergebnis | Spieler 2      |
| ----- | -------------- | -------- | -------------- |
| 1     | Shaun Murphy   | 2:2      | Ben Mertens    |
| 2     | Liam Highfield | 31:31    | Xu Si          |
| 3     | Liam Highfield | 31:31    | Ben Mertens    |
| 4     | Shaun Murphy   | 03:03    | Xu Si          |
| 5     | Xu Si          | 31:31    | Ben Mertens    |
| 6     | Shaun Murphy   | 03:03    | Liam Highfield |

Gruppe 8
Die Spiele der achten Gruppe fanden am 21. Juli statt. Gruppenfavorit Jack Lisowski erwischte keinen guten Start in die neue Saison und landete nur auf Platz 3. Den Gruppensieg sicherte sich am Ende Tourrückkehrer Michael White, der durch die bessere Framedifferenz Mark Joyce auf Platz 2 verwies.
| Pos. | Spieler         | Partien | Partien | Partien | Frames | Frames | Frames | Höchstes Break | Punkte |
| Pos. | Spieler         | G       | U       | V       | G      | V      | ±      | Höchstes Break | Punkte |
| ---- | --------------- | ------- | ------- | ------- | ------ | ------ | ------ | -------------- | ------ |
| 1    | Michael White   | 2       | 0       | 1       | 7      | 3      | +4     | 107            | 6      |
| 2    | Mark Joyce      | 2       | 0       | 1       | 6      | 5      | +1     | 65             | 6      |
| 3    | Jack Lisowski   | 1       | 1       | 1       | 6      | 6      | ±0     | 70             | 4      |
| 4    | Julien Leclercq | 0       | 1       | 2       | 3      | 8      | −5     | 92             | 1      |

Einzelergebnisse
| Spiel | Spieler 1     | Ergebnis | Spieler 2       |
| ----- | ------------- | -------- | --------------- |
| 1     | Jack Lisowski | 2:2      | Julien Leclercq |
| 2     | Mark Joyce    | 30:30    | Michael White   |
| 3     | Mark Joyce    | 13:13    | Julien Leclercq |
| 4     | Jack Lisowski | 13:13    | Michael White   |
| 5     | Michael White | 03:03    | Julien Leclercq |
| 6     | Jack Lisowski | 31:31    | Mark Joyce      |

Gruppe 9
Die Spiele der neunten Gruppe fanden am 6. Juli statt. Als einziger Spieler blieb Yuan Sijun in der Auftaktrunde ohne Punkt- und Frameverlust. Er ließ auch dem eigentlichen Gruppenfavoriten Barry Hawkins im letzten Spiel keine Chance und zog in die Zwischenrunde ein.
| Pos. | Spieler       | Partien | Partien | Partien | Frames | Frames | Frames | Höchstes Break | Punkte |
| Pos. | Spieler       | G       | U       | V       | G      | V      | ±      | Höchstes Break | Punkte |
| ---- | ------------- | ------- | ------- | ------- | ------ | ------ | ------ | -------------- | ------ |
| 1    | Yuan Sijun    | 3       | 0       | 0       | 9      | 0      | +9     | 95             | 9      |
| 2    | Barry Hawkins | 2       | 0       | 1       | 6      | 4      | +2     | 105            | 6      |
| 3    | Ken Doherty   | 0       | 1       | 2       | 3      | 8      | −5     | 52             | 1      |
| 4    | Lei Peifan    | 0       | 1       | 2       | 2      | 8      | −6     | 56             | 1      |

Einzelergebnisse
| Spiel | Spieler 1     | Ergebnis | Spieler 2   |
| ----- | ------------- | -------- | ----------- |
| 1     | Barry Hawkins | 13:13    | Ken Doherty |
| 2     | Yuan Sijun    | 03:03    | Lei Peifan  |
| 3     | Yuan Sijun    | 03:03    | Ken Doherty |
| 4     | Barry Hawkins | 03:03    | Lei Peifan  |
| 5     | Lei Peifan    | 2:2      | Ken Doherty |
| 6     | Barry Hawkins | 30:30    | Yuan Sijun  |

Gruppe 10
Die Spiele der zehnten Gruppe fanden am 1. Juli statt. Der bestplatzierte Spieler der Gruppe, der Belgier Luca Brecel, konnte sich mit einem Unentschieden gegen Robbie Williams in der finalen Partie der Gruppe den ersten Platz sichern.
| Pos. | Spieler         | Partien | Partien | Partien | Frames | Frames | Frames | Höchstes Break | Punkte |
| Pos. | Spieler         | G       | U       | V       | G      | V      | ±      | Höchstes Break | Punkte |
| ---- | --------------- | ------- | ------- | ------- | ------ | ------ | ------ | -------------- | ------ |
| 1    | Luca Brecel     | 2       | 1       | 0       | 8      | 3      | +5     | 98             | 7      |
| 2    | Robbie Williams | 1       | 2       | 0       | 7      | 5      | +2     | 70             | 5      |
| 3    | Zhao Jianbo     | 1       | 0       | 2       | 4      | 6      | −2     | 90             | 3      |
| 4    | Oliver Brown    | 0       | 1       | 2       | 3      | 8      | −5     | 47             | 1      |

Einzelergebnisse
| Spiel | Spieler 1       | Ergebnis | Spieler 2       |
| ----- | --------------- | -------- | --------------- |
| 1     | Luca Brecel     | 03:03    | Zhao Jianbo     |
| 2     | Robbie Williams | 2:2      | Oliver Brown    |
| 3     | Robbie Williams | 13:13    | Zhao Jianbo     |
| 4     | Luca Brecel     | 13:13    | Oliver Brown    |
| 5     | Oliver Brown    | 30:30    | Zhao Jianbo     |
| 6     | Luca Brecel     | 2:2      | Robbie Williams |

Gruppe 11
Die Spiele der 11. Gruppe fanden am 18. Juli statt. Ursprünglich sollte als vierter Spieler einer der vier Qualifikanten der Asia-Oceania Q School 2022 antreten, der Platz ging aber schließlich an den englischen Amateur Peter Devlin. Der favorisierte Stuart Bingham geriet nach einer Auftaktniederlage gegen Devlin in Bedrängnis, konnte sich am Ende aber doch noch in die nächste Runde retten. Er profitierte dabei von einem Unentschieden Devlins in dessen letztem Match.
| Pos. | Spieler        | Partien | Partien | Partien | Frames | Frames | Frames | Höchstes Break | Punkte |
| Pos. | Spieler        | G       | U       | V       | G      | V      | ±      | Höchstes Break | Punkte |
| ---- | -------------- | ------- | ------- | ------- | ------ | ------ | ------ | -------------- | ------ |
| 1    | Stuart Bingham | 2       | 0       | 1       | 6      | 4      | +2     | 69             | 6      |
| 2    | Peter Devlin   | 1       | 2       | 0       | 7      | 4      | +3     | 61             | 5      |
| 3    | Cao Yupeng     | 0       | 2       | 1       | 5      | 7      | −2     | 104            | 2      |
| 4    | Peter Lines    | 0       | 2       | 1       | 4      | 7      | −3     | 94             | 2      |

Einzelergebnisse
| Spiel | Spieler 1      | Ergebnis | Spieler 2    |
| ----- | -------------- | -------- | ------------ |
| 1     | Stuart Bingham | 30:30    | Peter Devlin |
| 2     | Cao Yupeng     | 2:2      | Peter Lines  |
| 3     | Cao Yupeng     | 2:2      | Peter Devlin |
| 4     | Stuart Bingham | 03:03    | Peter Lines  |
| 5     | Peter Lines    | 2:2      | Peter Devlin |
| 6     | Stuart Bingham | 13:13    | Cao Yupeng   |

Gruppe 12
Die Spiele der 12. Gruppe fanden am 21. Juli statt. Der favorisierte Mark Allen konnte mit 3 Siegen die Gruppe souverän gewinnen; der Inder Himanshu Dinesh Jain landete bei seinem Profidebüt auf Platz 2.
| Pos. | Spieler              | Partien | Partien | Partien | Frames | Frames | Frames | Höchstes Break | Punkte |
| Pos. | Spieler              | G       | U       | V       | G      | V      | ±      | Höchstes Break | Punkte |
| ---- | -------------------- | ------- | ------- | ------- | ------ | ------ | ------ | -------------- | ------ |
| 1    | Mark Allen           | 3       | 0       | 0       | 9      | 2      | +7     | 142            | 9      |
| 2    | Himanshu Dinesh Jain | 1       | 1       | 1       | 5      | 5      | ±0     | 64             | 4      |
| 3    | Jenson Kendrick      | 0       | 2       | 1       | 5      | 7      | −2     | 62             | 2      |
| 4    | Stuart Carrington    | 0       | 1       | 2       | 3      | 8      | −5     | 89             | 1      |

Einzelergebnisse
| Spiel | Spieler 1         | Ergebnis | Spieler 2            |
| ----- | ----------------- | -------- | -------------------- |
| 1     | Mark Allen        | 03:03    | Himanshu Dinesh Jain |
| 2     | Stuart Carrington | 2:2      | Jenson Kendrick      |
| 3     | Stuart Carrington | 30:30    | Himanshu Dinesh Jain |
| 4     | Mark Allen        | 13:13    | Jenson Kendrick      |
| 5     | Jenson Kendrick   | 2:2      | Himanshu Dinesh Jain |
| 6     | Mark Allen        | 13:13    | Stuart Carrington    |

Gruppe 13
Die Spiele der 13. Gruppe fanden am 28. Juni statt. Der ursprünglich auf der Teilnehmerliste stehende Chinese Yan Bingtao nahm nicht teil, an seiner Stelle trat Ben Hancorn an. Da Yan als Favorit wegfiel, war nun David Grace der auf der Weltrangliste am höchsten platzierte Spieler. Am Ende musste sich Grace aber aufgrund der Framedifferenz dem Iren Aaron Hill geschlagen geben.
| Pos. | Spieler        | Partien | Partien | Partien | Frames | Frames | Frames | Höchstes Break | Punkte |
| Pos. | Spieler        | G       | U       | V       | G      | V      | ±      | Höchstes Break | Punkte |
| ---- | -------------- | ------- | ------- | ------- | ------ | ------ | ------ | -------------- | ------ |
| 1    | Aaron Hill     | 1       | 2       | 0       | 7      | 4      | +3     | 101            | 5      |
| 2    | David Grace    | 1       | 2       | 0       | 7      | 5      | +2     | 75             | 5      |
| 3    | Ben Hancorn    | 0       | 3       | 0       | 6      | 6      | ±0     | 88             | 3      |
| 4    | Craig Steadman | 0       | 1       | 2       | 3      | 8      | −5     | 55             | 1      |

Einzelergebnisse
| Spiel | Spieler 1      | Ergebnis | Spieler 2      |
| ----- | -------------- | -------- | -------------- |
| 1     | David Grace    | 2:2      | Ben Hancorn    |
| 2     | Craig Steadman | 30:30    | Aaron Hill     |
| 3     | Craig Steadman | 2:2      | Ben Hancorn    |
| 4     | David Grace    | 2:2      | Aaron Hill     |
| 5     | Aaron Hill     | 2:2      | Ben Hancorn    |
| 6     | David Grace    | 13:13    | Craig Steadman |

Gruppe 14
Die Spiele der 14. Gruppe fanden am 18. Juli statt. Der favorisierte Hossein Vafaei konnte sich nur einen Tag nach seinem Maximum Break in der Qualifikation des European Masters dank der besseren Framedifferenz gegen den punktgleichen Tian Pengfei durchsetzen und zog in die nächste Runde ein.
| Pos. | Spieler        | Partien | Partien | Partien | Frames | Frames | Frames | Höchstes Break | Punkte |
| Pos. | Spieler        | G       | U       | V       | G      | V      | ±      | Höchstes Break | Punkte |
| ---- | -------------- | ------- | ------- | ------- | ------ | ------ | ------ | -------------- | ------ |
| 1    | Hossein Vafaei | 2       | 1       | 0       | 8      | 2      | +6     | 70             | 7      |
| 2    | Tian Pengfei   | 2       | 1       | 0       | 8      | 3      | +5     | 103            | 7      |
| 3    | Ryan Thomerson | 1       | 0       | 4       | 5      | 7      | −3     | 99             | 3      |
| 4    | Ng On Yee      | 0       | 0       | 3       | 1      | 9      | −8     | 94             | 0      |

Einzelergebnisse
| Spiel | Spieler 1      | Ergebnis | Spieler 2      |
| ----- | -------------- | -------- | -------------- |
| 1     | Hossein Vafaei | 03:03    | Ryan Thomerson |
| 2     | Tian Pengfei   | 03:03    | Ng On Yee      |
| 3     | Tian Pengfei   | 13:13    | Ryan Thomerson |
| 4     | Hossein Vafaei | 03:03    | Ng On Yee      |
| 5     | Ng On Yee      | 31:31    | Ryan Thomerson |
| 6     | Hossein Vafaei | 2:2      | Tian Pengfei   |

Gruppe 15
Die Spiele der 15. Gruppe fanden am 5. Juli statt. Vor der dritten Runde waren Ricky Walden und Gerard Greene gleichauf. Während Greene patzte und gegen den Außenseiter Andy Lee verlor, machte Gruppenfavorit Walden mit einem Sieg das Weiterkommen perfekt.
| Pos. | Spieler       | Partien | Partien | Partien | Frames | Frames | Frames | Höchstes Break | Punkte |
| Pos. | Spieler       | G       | U       | V       | G      | V      | ±      | Höchstes Break | Punkte |
| ---- | ------------- | ------- | ------- | ------- | ------ | ------ | ------ | -------------- | ------ |
| 1    | Ricky Walden  | 2       | 1       | 0       | 8      | 4      | +4     | 106            | 7      |
| 2    | Gerard Greene | 1       | 1       | 1       | 6      | 6      | ±0     | 65             | 4      |
| 3    | Jackson Page  | 1       | 0       | 2       | 5      | 7      | −2     | 130            | 3      |
| 4    | Andy Lee      | 1       | 0       | 2       | 5      | 7      | −2     | 125            | 3      |

Einzelergebnisse
| Spiel | Spieler 1     | Ergebnis | Spieler 2     |
| ----- | ------------- | -------- | ------------- |
| 1     | Ricky Walden  | 13:13    | Andy Lee      |
| 2     | Jackson Page  | 31:31    | Gerard Greene |
| 3     | Jackson Page  | 13:13    | Andy Lee      |
| 4     | Ricky Walden  | 2:2      | Gerard Greene |
| 5     | Gerard Greene | 31:31    | Andy Lee      |
| 6     | Ricky Walden  | 13:13    | Jackson Page  |

Gruppe 16
Die Spiele der 16. Gruppe fanden am 20. Juli statt. Da zu Beginn des Turnieres zunächst noch offen war, welche Spieler als neue Profispieler möglicherweise noch teilnahmeberechtigt sein könnten, wurde der vierte Platz der Gruppe zunächst freigehalten. Am Ende vergab man ihn an den österreichischen Amateur Florian Nüßle. Dieser konnte überraschend Platz 2 belegen und verlor nur gegen den englischen Profispieler David Gilbert. Dem englischen Titelverteidiger Gilbert genügte deshalb ein Unentschieden im letzten Match für die Qualifikation zur nächsten Runde.
| Pos. | Spieler       | Partien | Partien | Partien | Frames | Frames | Frames | Höchstes Break | Punkte |
| Pos. | Spieler       | G       | U       | V       | G      | V      | ±      | Höchstes Break | Punkte |
| ---- | ------------- | ------- | ------- | ------- | ------ | ------ | ------ | -------------- | ------ |
| 1    | David Gilbert | 2       | 1       | 0       | 8      | 2      | +6     | 100            | 7      |
| 2    | Florian Nüßle | 2       | 0       | 1       | 6      | 4      | +2     | 61             | 6      |
| 3    | Joe O’Connor  | 1       | 1       | 1       | 6      | 6      | ±0     | 111            | 4      |
| 4    | Zak Surety    | 0       | 0       | 3       | 1      | 9      | −8     | 75             | 0      |

Einzelergebnisse
| Spiel | Spieler 1     | Ergebnis | Spieler 2     |
| ----- | ------------- | -------- | ------------- |
| 1     | David Gilbert | 03:03    | Florian Nüßle |
| 2     | Joe O’Connor  | 13:13    | Zak Surety    |
| 3     | Joe O’Connor  | 31:31    | Florian Nüßle |
| 4     | David Gilbert | 03:03    | Zak Surety    |
| 5     | Zak Surety    | 30:30    | Florian Nüßle |
| 6     | David Gilbert | 2:2      | Joe O’Connor  |

Gruppe 17
Die Spiele der 17. Gruppe fanden am 14. Juli statt. Ali Carter konnte sich als Gruppenfavorit durchsetzen und sich dabei gegen den schärfsten Konkurrenten Wu Yize im abschließenden Spiel ein Unentschieden leisten. Der zunächst eingeplante Norweger Kurt Maflin, der wenige Wochen zuvor erst seinen Profistatus verloren hatte, trat nicht an und wurde durch den aufstrebenden nordirischen Amateur Robbie McGuigan ersetzt.
| Pos. | Spieler         | Partien | Partien | Partien | Frames | Frames | Frames | Höchstes Break | Punkte |
| Pos. | Spieler         | G       | U       | V       | G      | V      | ±      | Höchstes Break | Punkte |
| ---- | --------------- | ------- | ------- | ------- | ------ | ------ | ------ | -------------- | ------ |
| 1    | Ali Carter      | 2       | 1       | 0       | 8      | 2      | +6     | 70             | 7      |
| 2    | Wu Yize         | 1       | 2       | 0       | 7      | 5      | +2     | 120            | 5      |
| 3    | Robbie McGuigan | 0       | 2       | 1       | 4      | 7      | −3     | 88             | 2      |
| 4    | Louis Heathcote | 0       | 1       | 2       | 3      | 8      | −5     | 113            | 1      |

Einzelergebnisse
| Spiel | Spieler 1       | Ergebnis | Spieler 2       |
| ----- | --------------- | -------- | --------------- |
| 1     | Ali Carter      | 03:03    | Robbie McGuigan |
| 2     | Wu Yize         | 13:13    | Louis Heathcote |
| 3     | Wu Yize         | 2:2      | Robbie McGuigan |
| 4     | Ali Carter      | 03:03    | Louis Heathcote |
| 5     | Louis Heathcote | 2:2      | Robbie McGuigan |
| 6     | Ali Carter      | 2:2      | Wu Yize         |

Gruppe 18
Die Spiele der 18. Gruppe fanden am 13. Juli statt. Gruppenfavorit Matthew Selt erwischte mit drei Unentschieden keinen allzu guten Start in die neue Saison und verpasste damit auch den erhofften Gruppensieg. Stattdessen qualifizierte sich am Ende Amateurspieler Daniel Wells mit 2 Siegen für die nächste Runde.
| Pos. | Spieler      | Partien | Partien | Partien | Frames | Frames | Frames | Höchstes Break | Punkte |
| Pos. | Spieler      | G       | U       | V       | G      | V      | ±      | Höchstes Break | Punkte |
| ---- | ------------ | ------- | ------- | ------- | ------ | ------ | ------ | -------------- | ------ |
| 1    | Daniel Wells | 2       | 1       | 0       | 8      | 3      | +5     | 80             | 7      |
| 2    | Dominic Dale | 1       | 1       | 1       | 6      | 6      | ±0     | 88             | 4      |
| 3    | Matthew Selt | 0       | 3       | 0       | 6      | 6      | ±0     | 141            | 3      |
| 4    | Duane Jones  | 0       | 1       | 2       | 3      | 8      | −5     | 80             | 1      |

Einzelergebnisse
| Spiel | Spieler 1    | Ergebnis | Spieler 2    |
| ----- | ------------ | -------- | ------------ |
| 1     | Matthew Selt | 2:2      | Daniel Wells |
| 2     | Dominic Dale | 13:13    | Duane Jones  |
| 3     | Dominic Dale | 31:31    | Daniel Wells |
| 4     | Matthew Selt | 2:2      | Duane Jones  |
| 5     | Duane Jones  | 30:30    | Daniel Wells |
| 6     | Matthew Selt | 2:2      | Dominic Dale |

Gruppe 19
Die Spiele der 19. Gruppe fanden am 20. Juli statt. Mit Jimmy White konnte einer der Gruppenteilnehmer durch Probleme bei der Anreise nicht mitspielen. Mangels eines Ersatzspielers traten die verbliebenen drei Spieler nun zweimal gegen jeden Konkurrenten an. Der Nordire Jordan Brown galt als Favorit und konnte die Gruppe mit 2 Siegen und 2 Unentschieden auch gewinnen.
| Pos. | Spieler      | Partien          | Partien          | Partien          | Frames           | Frames           | Frames           | Höchstes Break   | Punkte           |
| Pos. | Spieler      | G                | U                | V                | G                | V                | ±                | Höchstes Break   | Punkte           |
| ---- | ------------ | ---------------- | ---------------- | ---------------- | ---------------- | ---------------- | ---------------- | ---------------- | ---------------- |
| 1    | Jordan Brown | 2                | 2                | 0                | 10               | 5                | +5               | 115              | 8                |
| 2    | Mark Davis   | 1                | 2                | 1                | 8                | 8                | ±0               | 104              | 5                |
| 3    | Ross Muir    | 0                | 2                | 2                | 5                | 10               | −5               | 94               | 2                |
| –    | Jimmy White  | nicht angetreten | nicht angetreten | nicht angetreten | nicht angetreten | nicht angetreten | nicht angetreten | nicht angetreten | nicht angetreten |

Einzelergebnisse
| Spiel | Spieler 1    | Ergebnis | Spieler 2  |
| ----- | ------------ | -------- | ---------- |
| 1     | Jordan Brown | 2:2      | Ross Muir  |
| 2     | Mark Davis   | 2:2      | Ross Muir  |
| 3     | Jordan Brown | 13:13    | Mark Davis |
| 4     | Jordan Brown | 03:03    | Ross Muir  |
| 5     | Mark Davis   | 13:13    | Ross Muir  |
| 6     | Jordan Brown | 2:2      | Mark Davis |

Gruppe 20
Die Spiele der 20. Gruppe fanden am 13. Juli statt. Da sowohl Zhou Yuelong als auch Mark King je einmal patzten und sich durch ein Unentschieden im direkten Vergleich weitere Punkte nahmen, wurde am Ende Chang Bingyu zum unerwarteten Gruppensieger.
| Pos. | Spieler        | Partien | Partien | Partien | Frames | Frames | Frames | Höchstes Break | Punkte |
| Pos. | Spieler        | G       | U       | V       | G      | V      | ±      | Höchstes Break | Punkte |
| ---- | -------------- | ------- | ------- | ------- | ------ | ------ | ------ | -------------- | ------ |
| 1    | Chang Bingyu   | 2       | 0       | 1       | 6      | 3      | +3     | 108            | 6      |
| 2    | Zhou Yuelong   | 1       | 2       | 0       | 7      | 4      | +3     | 135            | 5      |
| 3    | Mark King      | 1       | 1       | 1       | 5      | 6      | −1     | 58             | 4      |
| 4    | Fergal O’Brien | 0       | 1       | 2       | 3      | 8      | −5     | 59             | 1      |

Einzelergebnisse
| Spiel | Spieler 1    | Ergebnis | Spieler 2      |
| ----- | ------------ | -------- | -------------- |
| 1     | Zhou Yuelong | 2:2      | Fergal O’Brien |
| 2     | Mark King    | 30:30    | Chang Bingyu   |
| 3     | Mark King    | 13:13    | Fergal O’Brien |
| 4     | Zhou Yuelong | 03:03    | Chang Bingyu   |
| 5     | Chang Bingyu | 03:03    | Fergal O’Brien |
| 6     | Zhou Yuelong | 2:2      | Mark King      |

Gruppe 21
Die Spiele der 21. Gruppe fanden am 12. Juli statt. Favorit Stephen Maguire spielte gleich zweimal unentschieden und hatte mit Si Jiahui einen gefährlichen Konkurrenten. Dank eines 3:0-Erfolgs über Matthew Stevens im finalen Spiel rettete sich der Schotte aber mit dem besseren Frameverhältnis in die nächste Runde.
| Pos. | Spieler         | Partien | Partien | Partien | Frames | Frames | Frames | Höchstes Break | Punkte |
| Pos. | Spieler         | G       | U       | V       | G      | V      | ±      | Höchstes Break | Punkte |
| ---- | --------------- | ------- | ------- | ------- | ------ | ------ | ------ | -------------- | ------ |
| 1    | Stephen Maguire | 1       | 2       | 0       | 7      | 4      | +3     | 87             | 5      |
| 2    | Si Jiahui       | 1       | 2       | 0       | 7      | 5      | +2     | 93             | 5      |
| 3    | Mitchell Mann   | 0       | 3       | 0       | 6      | 6      | ±0     | 80             | 3      |
| 4    | Matthew Stevens | 0       | 1       | 2       | 3      | 8      | −5     | 81             | 1      |

Einzelergebnisse
| Spiel | Spieler 1       | Ergebnis | Spieler 2       |
| ----- | --------------- | -------- | --------------- |
| 1     | Stephen Maguire | 2:2      | Si Jiahui       |
| 2     | Matthew Stevens | 2:2      | Mitchell Mann   |
| 3     | Matthew Stevens | 31:31    | Si Jiahui       |
| 4     | Stephen Maguire | 2:2      | Mitchell Mann   |
| 5     | Mitchell Mann   | 2:2      | Si Jiahui       |
| 6     | Stephen Maguire | 03:03    | Matthew Stevens |

Gruppe 22
Die Spiele der 22. Gruppe fanden am 12. Juli statt. In einer vergleichsweise knappen Gruppe konnte sich der am höchsten platzierte Spieler, Jimmy Robertson, am Ende nur dank der besseren Framedifferenz durchsetzen.
| Pos. | Spieler            | Partien | Partien | Partien | Frames | Frames | Frames | Höchstes Break | Punkte |
| Pos. | Spieler            | G       | U       | V       | G      | V      | ±      | Höchstes Break | Punkte |
| ---- | ------------------ | ------- | ------- | ------- | ------ | ------ | ------ | -------------- | ------ |
| 1    | Jimmy Robertson    | 1       | 2       | 0       | 7      | 4      | +3     | 133            | 5      |
| 2    | Thepchaiya Un-Nooh | 1       | 2       | 0       | 7      | 5      | +2     | 118            | 5      |
| 3    | Ian Martin         | 1       | 0       | 2       | 4      | 6      | −2     | 38             | 3      |
| 4    | Marco Fu           | 0       | 2       | 1       | 4      | 7      | −3     | 95             | 2      |

Einzelergebnisse
| Spiel | Spieler 1          | Ergebnis | Spieler 2          |
| ----- | ------------------ | -------- | ------------------ |
| 1     | Jimmy Robertson    | 03:03    | Ian Martin         |
| 2     | Thepchaiya Un-Nooh | 2:2      | Marco Fu           |
| 3     | Thepchaiya Un-Nooh | 13:13    | Ian Martin         |
| 4     | Jimmy Robertson    | 2:2      | Marco Fu           |
| 5     | Marco Fu           | 30:30    | Ian Martin         |
| 6     | Jimmy Robertson    | 2:2      | Thepchaiya Un-Nooh |

Gruppe 23
Die Spiele der 23. Gruppe fanden am 7. Juli statt. Andrew Higginson ersetzte Rebecca Kenna, die somit ihre ersten Profimatches verpasste. Der Engländer, der wenige Wochen zuvor aus der Profitour ausgeschieden war, schaffte Platz 2 in der Gruppe. Übertroffen wurde er von Elliot Slessor, der im letzten Spiel den Gruppenfavoriten Joe Perry besiegte.
| Pos. | Spieler          | Partien | Partien | Partien | Frames | Frames | Frames | Höchstes Break | Punkte |
| Pos. | Spieler          | G       | U       | V       | G      | V      | ±      | Höchstes Break | Punkte |
| ---- | ---------------- | ------- | ------- | ------- | ------ | ------ | ------ | -------------- | ------ |
| 1    | Elliot Slessor   | 2       | 1       | 0       | 8      | 4      | +4     | 79             | 7      |
| 2    | Andrew Higginson | 1       | 2       | 0       | 7      | 4      | +3     | 95             | 5      |
| 3    | Joe Perry        | 1       | 1       | 1       | 6      | 5      | +1     | 117            | 4      |
| 4    | Lukas Kleckers   | 0       | 0       | 3       | 1      | 9      | −8     | 46             | 0      |

Einzelergebnisse
| Spiel | Spieler 1      | Ergebnis | Spieler 2        |
| ----- | -------------- | -------- | ---------------- |
| 1     | Joe Perry      | 2:2      | Andrew Higginson |
| 2     | Elliot Slessor | 13:13    | Lukas Kleckers   |
| 3     | Elliot Slessor | 2:2      | Andrew Higginson |
| 4     | Joe Perry      | 03:03    | Lukas Kleckers   |
| 5     | Lukas Kleckers | 30:30    | Andrew Higginson |
| 6     | Joe Perry      | 31:31    | Elliot Slessor   |

Gruppe 24
Die Spiele der 24. Gruppe fanden am 28. Juni statt. Der favorisierte Robert Milkins sicherte sich den Gruppensieg. Er ging mit der besseren Framedifferenz in das Duell gegen den direkten Konkurrenten Andy Hicks und kam deshalb bereits mit einem Unentschieden weiter.
| Pos. | Spieler        | Partien | Partien | Partien | Frames | Frames | Frames | Höchstes Break | Punkte |
| Pos. | Spieler        | G       | U       | V       | G      | V      | ±      | Höchstes Break | Punkte |
| ---- | -------------- | ------- | ------- | ------- | ------ | ------ | ------ | -------------- | ------ |
| 1    | Robert Milkins | 2       | 1       | 0       | 8      | 3      | +5     | 78             | 7      |
| 2    | Andy Hicks     | 2       | 1       | 0       | 8      | 4      | +4     | 93             | 7      |
| 3    | Sanderson Lam  | 1       | 0       | 2       | 4      | 7      | −3     | 100            | 3      |
| 4    | Allan Taylor   | 0       | 0       | 3       | 3      | 9      | −6     | 54             | 0      |

Einzelergebnisse
| Spiel | Spieler 1      | Ergebnis | Spieler 2     |
| ----- | -------------- | -------- | ------------- |
| 1     | Robert Milkins | 03:03    | Sanderson Lam |
| 2     | Andy Hicks     | 13:13    | Allan Taylor  |
| 3     | Andy Hicks     | 13:13    | Sanderson Lam |
| 4     | Robert Milkins | 13:13    | Allan Taylor  |
| 5     | Allan Taylor   | 31:31    | Sanderson Lam |
| 6     | Robert Milkins | 2:2      | Andy Hicks    |

Gruppe 25
Die Spiele der 25. Gruppe fanden am 14. Juli statt. Gruppenfavorit Ryan Day spielte einmal zu viel unentschieden und landete daher hinter Pang Junxu nur auf Platz 2.
| Pos. | Spieler      | Partien | Partien | Partien | Frames | Frames | Frames | Höchstes Break | Punkte |
| Pos. | Spieler      | G       | U       | V       | G      | V      | ±      | Höchstes Break | Punkte |
| ---- | ------------ | ------- | ------- | ------- | ------ | ------ | ------ | -------------- | ------ |
| 1    | Pang Junxu   | 2       | 1       | 0       | 8      | 4      | +4     | 137            | 7      |
| 2    | Ryan Day     | 1       | 2       | 0       | 7      | 4      | +3     | 125            | 5      |
| 3    | Dylan Emery  | 0       | 2       | 1       | 5      | 7      | −2     | 103            | 2      |
| 4    | Reanne Evans | 0       | 1       | 2       | 3      | 8      | −5     | 55             | 1      |

Einzelergebnisse
| Spiel | Spieler 1    | Ergebnis | Spieler 2    |
| ----- | ------------ | -------- | ------------ |
| 1     | Ryan Day     | 2:2      | Dylan Emery  |
| 2     | Pang Junxu   | 13:13    | Reanne Evans |
| 3     | Pang Junxu   | 13:13    | Dylan Emery  |
| 4     | Ryan Day     | 03:03    | Reanne Evans |
| 5     | Reanne Evans | 2:2      | Dylan Emery  |
| 6     | Ryan Day     | 2:2      | Pang Junxu   |

Gruppe 26
Die Spiele der 26. Gruppe fanden am 30. Juni statt. Dem innerhalb dieser Gruppe bestplatzierten Spieler in der Weltrangliste, Tom Ford, holte in den ersten beiden Partien nur einen Punkt. Dadurch qualifizierte sich Chris Wakelin, der die ersten beiden Begegnungen gewonnen hatte, trotz 0:3-Niederlage gegen Ford im letzten Spiel für die nächste Runde.
| Pos. | Spieler       | Partien | Partien | Partien | Frames | Frames | Frames | Höchstes Break | Punkte |
| Pos. | Spieler       | G       | U       | V       | G      | V      | ±      | Höchstes Break | Punkte |
| ---- | ------------- | ------- | ------- | ------- | ------ | ------ | ------ | -------------- | ------ |
| 1    | Chris Wakelin | 2       | 0       | 1       | 6      | 4      | +2     | 77             | 6      |
| 2    | Tom Ford      | 1       | 1       | 1       | 6      | 5      | +1     | 76             | 4      |
| 3    | Ian Burns     | 1       | 1       | 1       | 6      | 6      | ±0     | 131            | 4      |
| 4    | Anton Kazakov | 1       | 0       | 2       | 4      | 7      | −3     | 57             | 3      |

Einzelergebnisse
| Spiel | Spieler 1     | Ergebnis | Spieler 2     |
| ----- | ------------- | -------- | ------------- |
| 1     | Tom Ford      | 31:31    | Anton Kazakov |
| 2     | Chris Wakelin | 13:13    | Ian Burns     |
| 3     | Chris Wakelin | 03:03    | Anton Kazakov |
| 4     | Tom Ford      | 2:2      | Ian Burns     |
| 5     | Ian Burns     | 13:13    | Anton Kazakov |
| 6     | Tom Ford      | 03:03    | Chris Wakelin |

Gruppe 27
Die Spiele der 27. Gruppe fanden am 4. Juli statt. Der Waliser Jamie Jones zog mit zwei Siegen und einem Unentschieden in die nächste Runde ein.
| Pos. | Spieler       | Partien | Partien | Partien | Frames | Frames | Frames | Höchstes Break | Punkte |
| Pos. | Spieler       | G       | U       | V       | G      | V      | ±      | Höchstes Break | Punkte |
| ---- | ------------- | ------- | ------- | ------- | ------ | ------ | ------ | -------------- | ------ |
| 1    | Jamie Jones   | 2       | 1       | 0       | 8      | 3      | +5     | 134            | 7      |
| 2    | David Lilley  | 1       | 1       | 1       | 5      | 5      | ±0     | 138            | 4      |
| 3    | Sam Craigie   | 0       | 3       | 0       | 6      | 6      | ±0     | 71             | 3      |
| 4    | Andres Petrov | 0       | 1       | 2       | 3      | 8      | −5     | 49             | 1      |

Einzelergebnisse
| Spiel | Spieler 1    | Ergebnis | Spieler 2     |
| ----- | ------------ | -------- | ------------- |
| 1     | Jamie Jones  | 13:13    | Andres Petrov |
| 2     | Sam Craigie  | 2:2      | David Lilley  |
| 3     | Sam Craigie  | 2:2      | Andres Petrov |
| 4     | Jamie Jones  | 03:03    | David Lilley  |
| 5     | David Lilley | 03:03    | Andres Petrov |
| 6     | Jamie Jones  | 2:2      | Sam Craigie   |

Gruppe 28
Die Spiele der 28. Gruppe fanden am 11. Juli statt. Der am höchsten gesetzte Spieler der Gruppe, Gary Wilson, konnte die Gruppe auch gewinnen. Für den eigentlich eingeplanten Mohamed Ibrahim sprang der englische Amateur Harvey Chandler ein. Ibrahim war erst am 30. Juni durch den Sieg bei der Afrikameisterschaft als letzter Spieler Profispieler geworden.
| Pos. | Spieler         | Partien | Partien | Partien | Frames | Frames | Frames | Höchstes Break | Punkte |
| Pos. | Spieler         | G       | U       | V       | G      | V      | ±      | Höchstes Break | Punkte |
| ---- | --------------- | ------- | ------- | ------- | ------ | ------ | ------ | -------------- | ------ |
| 1    | Gary Wilson     | 2       | 1       | 0       | 8      | 2      | +6     | 115            | 7      |
| 2    | Jak Jones       | 1       | 1       | 1       | 5      | 5      | ±0     | 133            | 4      |
| 3    | Barry Pinches   | 0       | 3       | 0       | 6      | 6      | ±0     | 61             | 3      |
| 4    | Harvey Chandler | 0       | 1       | 2       | 2      | 8      | −6     | 40             | 1      |

Einzelergebnisse
| Spiel | Spieler 1     | Ergebnis | Spieler 2       |
| ----- | ------------- | -------- | --------------- |
| 1     | Gary Wilson   | 03:03    | Harvey Chandler |
| 2     | Jak Jones     | 2:2      | Barry Pinches   |
| 3     | Jak Jones     | 03:03    | Harvey Chandler |
| 4     | Gary Wilson   | 2:2      | Barry Pinches   |
| 5     | Barry Pinches | 2:2      | Harvey Chandler |
| 6     | Gary Wilson   | 03:03    | Jak Jones       |

Gruppe 29
Die Spiele der 29. Gruppe fanden am 1. Juli statt. Lu Ning dominierte die Gruppe und gewann alle seine Partien.
| Pos. | Spieler      | Partien | Partien | Partien | Frames | Frames | Frames | Höchstes Break | Punkte |
| Pos. | Spieler      | G       | U       | V       | G      | V      | ±      | Höchstes Break | Punkte |
| ---- | ------------ | ------- | ------- | ------- | ------ | ------ | ------ | -------------- | ------ |
| 1    | Lu Ning      | 3       | 0       | 0       | 9      | 2      | +7     | 135            | 9      |
| 2    | John Astley  | 1       | 1       | 1       | 6      | 5      | +1     | 60             | 4      |
| 3    | Chen Zifan   | 1       | 1       | 1       | 5      | 5      | ±0     | 75             | 4      |
| 4    | Oliver Lines | 0       | 0       | 3       | 1      | 9      | −8     | 56             | 0      |

Einzelergebnisse
| Spiel | Spieler 1    | Ergebnis | Spieler 2    |
| ----- | ------------ | -------- | ------------ |
| 1     | Lu Ning      | 13:13    | John Astley  |
| 2     | Oliver Lines | 30:30    | Chen Zifan   |
| 3     | Oliver Lines | 30:30    | John Astley  |
| 4     | Lu Ning      | 03:03    | Chen Zifan   |
| 5     | Chen Zifan   | 2:2      | John Astley  |
| 6     | Lu Ning      | 13:13    | Oliver Lines |

Gruppe 30
Die Spiele der 30. Gruppe fanden am 6. Juli statt. Trotz Auftaktsieg belegte Favorit Graeme Dott am Ende Platz 4. Die Nummer 2 Lü Haotian nutzte die Chance und wurde ungeschlagen Gruppensieger.
| Pos. | Spieler        | Partien | Partien | Partien | Frames | Frames | Frames | Höchstes Break | Punkte |
| Pos. | Spieler        | G       | U       | V       | G      | V      | ±      | Höchstes Break | Punkte |
| ---- | -------------- | ------- | ------- | ------- | ------ | ------ | ------ | -------------- | ------ |
| 1    | Lü Haotian     | 2       | 1       | 0       | 8      | 3      | +5     | 135            | 7      |
| 2    | Fraser Patrick | 1       | 1       | 1       | 5      | 6      | −1     | 101            | 4      |
| 3    | Haydon Pinhey  | 1       | 0       | 2       | 5      | 6      | −1     | 100            | 3      |
| 4    | Graeme Dott    | 1       | 0       | 2       | 4      | 7      | −3     | 72             | 3      |

Einzelergebnisse
| Spiel | Spieler 1      | Ergebnis | Spieler 2      |
| ----- | -------------- | -------- | -------------- |
| 1     | Graeme Dott    | 13:13    | Haydon Pinhey  |
| 2     | Lü Haotian     | 2:2      | Fraser Patrick |
| 3     | Lü Haotian     | 13:13    | Haydon Pinhey  |
| 4     | Graeme Dott    | 31:31    | Fraser Patrick |
| 5     | Fraser Patrick | 30:30    | Haydon Pinhey  |
| 6     | Graeme Dott    | 30:30    | Lü Haotian     |

Gruppe 31
Die Spiele der 31. Gruppe fanden am 29. Juni statt. Der erste Platz wurde zwischen Noppon Saengkham und Anthony Hamilton entschieden, beides Top-64-Profispieler. Durch einen Sieg im direkten Duell der beiden Spieler konnte sich der etwas niedriger platzierte Hamilton durchsetzen.
| Pos. | Spieler          | Partien | Partien | Partien | Frames | Frames | Frames | Höchstes Break | Punkte |
| Pos. | Spieler          | G       | U       | V       | G      | V      | ±      | Höchstes Break | Punkte |
| ---- | ---------------- | ------- | ------- | ------- | ------ | ------ | ------ | -------------- | ------ |
| 1    | Anthony Hamilton | 2       | 1       | 0       | 8      | 3      | +5     | 130            | 7      |
| 2    | Noppon Saengkham | 2       | 0       | 1       | 7      | 4      | +3     | 90             | 6      |
| 3    | Ashley Hugill    | 0       | 2       | 1       | 5      | 7      | −2     | 65             | 2      |
| 4    | Steven Hallworth | 0       | 1       | 2       | 2      | 8      | −6     | 96             | 1      |

Einzelergebnisse
| Spiel | Spieler 1        | Ergebnis | Spieler 2        |
| ----- | ---------------- | -------- | ---------------- |
| 1     | Noppon Saengkham | 03:03    | Steven Hallworth |
| 2     | Anthony Hamilton | 2:2      | Ashley Hugill    |
| 3     | Anthony Hamilton | 03:03    | Steven Hallworth |
| 4     | Noppon Saengkham | 13:13    | Ashley Hugill    |
| 5     | Ashley Hugill    | 2:2      | Steven Hallworth |
| 6     | Noppon Saengkham | 31:31    | Anthony Hamilton |

Gruppe 32
Die Spiele der 32. Gruppe fanden am 5. Juli statt. In ihrem ersten Profimatch gelang der Frauenweltmeisterin Mink Nutcharut der erste Punktgewinn, trotzdem wurde sie Gruppenletzte. Xiao Guodong gelang dagegen mit drei 3:1-Siegen der Favoritensieg.
| Pos. | Spieler         | Partien | Partien | Partien | Frames | Frames | Frames | Höchstes Break | Punkte |
| Pos. | Spieler         | G       | U       | V       | G      | V      | ±      | Höchstes Break | Punkte |
| ---- | --------------- | ------- | ------- | ------- | ------ | ------ | ------ | -------------- | ------ |
| 1    | Xiao Guodong    | 3       | 0       | 0       | 9      | 3      | +6     | 112            | 9      |
| 2    | Rod Lawler      | 1       | 1       | 1       | 6      | 6      | ±0     | 62             | 4      |
| 3    | Scott Donaldson | 0       | 2       | 1       | 5      | 7      | −2     | 97             | 2      |
| 4    | Mink Nutcharut  | 0       | 1       | 2       | 4      | 8      | −4     | 54             | 1      |

Einzelergebnisse
| Spiel | Spieler 1       | Ergebnis | Spieler 2       |
| ----- | --------------- | -------- | --------------- |
| 1     | Xiao Guodong    | 13:13    | Rod Lawler      |
| 2     | Scott Donaldson | 2:2      | Mink Nutcharut  |
| 3     | Scott Donaldson | 2:2      | Rod Lawler      |
| 4     | Xiao Guodong    | 13:13    | Mink Nutcharut  |
| 5     | Mink Nutcharut  | 31:31    | Rod Lawler      |
| 6     | Xiao Guodong    | 13:13    | Scott Donaldson |

### Zwischenrunde
Die 32 Gruppensieger der Auftaktrunde wurden in 8 Gruppen aufgeteilt. Im Modus Jeder gegen jeden wurden die acht Gruppensieger ermittelt, die dann in der Finalrunde spielten. Die Spiele fanden vom 25. bis 27. Juli statt, an jedem Tag wurden zwei Gruppen entschieden. Von den Top 5 der Weltrangliste waren 2 bereits ausgeschieden und Neil Robertson und John Higgins nicht angetreten, so dass Ronnie O’Sullivan als Einziger noch im Turnier war.
Alle Gruppenspiele wurden im Modus Best of 4 ausgetragen.
Gruppe A
Die Spiele der Gruppe A fanden am 27. Juli statt. Pang Junxu gewann überraschend die Gruppe; auch sein Landsmann Yuan Sijun war am Ende besser platziert als der amtierende Weltmeister Ronnie O’Sullivan, der nur gegen seinen Landsmann Ali Carter gewinnen konnte.
| Pos. | Spieler           | Partien | Partien | Partien | Frames | Frames | Frames | Höchstes Break | Punkte |
| Pos. | Spieler           | G       | U       | V       | G      | V      | ±      | Höchstes Break | Punkte |
| ---- | ----------------- | ------- | ------- | ------- | ------ | ------ | ------ | -------------- | ------ |
| 1    | Pang Junxu        | 2       | 1       | 0       | 8      | 4      | +4     | 104            | 7      |
| 2    | Yuan Sijun        | 1       | 2       | 0       | 7      | 4      | +3     | 74             | 5      |
| 3    | Ronnie O’Sullivan | 1       | 0       | 2       | 4      | 6      | −2     | 127            | 3      |
| 4    | Ali Carter        | 0       | 1       | 2       | 3      | 8      | −5     | 80             | 1      |

Einzelergebnisse
| Spiel | Spieler 1         | Ergebnis | Spieler 2  |
| ----- | ----------------- | -------- | ---------- |
| 1     | Ronnie O’Sullivan | 30:30    | Yuan Sijun |
| 2     | Ali Carter        | 31:31    | Pang Junxu |
| 3     | Ali Carter        | 2:2      | Yuan Sijun |
| 4     | Ronnie O’Sullivan | 31:31    | Pang Junxu |
| 5     | Pang Junxu        | 2:2      | Yuan Sijun |
| 6     | Ronnie O’Sullivan | 03:03    | Ali Carter |

Gruppe B
Die Spiele der Gruppe B fanden am 28. Juli statt. Trotz eines Unentschiedens zum Auftakt gegen Daniel Wells setzte sich Favorit Luca Brecel danach mit zwei 3:0-Siegen klar durch. Wells war als Gruppenzweiter der erfolgreichste Amateurspieler des Turniers.
| Pos. | Spieler       | Partien | Partien | Partien | Frames | Frames | Frames | Höchstes Break | Punkte |
| Pos. | Spieler       | G       | U       | V       | G      | V      | ±      | Höchstes Break | Punkte |
| ---- | ------------- | ------- | ------- | ------- | ------ | ------ | ------ | -------------- | ------ |
| 1    | Luca Brecel   | 2       | 1       | 0       | 8      | 2      | +6     | 114            | 7      |
| 2    | Daniel Wells  | 1       | 2       | 0       | 7      | 4      | +3     | 79             | 5      |
| 3    | Chris Wakelin | 1       | 1       | 1       | 5      | 5      | ±0     | 139            | 4      |
| 4    | Jamie Clarke  | 0       | 0       | 3       | 0      | 9      | −9     | 52             | 0      |

Einzelergebnisse
| Spiel | Spieler 1     | Ergebnis | Spieler 2     |
| ----- | ------------- | -------- | ------------- |
| 1     | Luca Brecel   | 2:2      | Daniel Wells  |
| 2     | Chris Wakelin | 03:03    | Jamie Clarke  |
| 3     | Chris Wakelin | 2:2      | Daniel Wells  |
| 4     | Luca Brecel   | 03:03    | Jamie Clarke  |
| 5     | Jamie Clarke  | 30:30    | Daniel Wells  |
| 6     | Luca Brecel   | 03:03    | Chris Wakelin |

Gruppe C
Die Spiele der Gruppe C fanden am 26. Juli statt. Favorit Stuart Bingham konnte sich für die Finalrunde qualifizieren und sich dabei auch ein Unentschieden im letzten Spiel erlauben.
| Pos. | Spieler        | Partien | Partien | Partien | Frames | Frames | Frames | Höchstes Break | Punkte |
| Pos. | Spieler        | G       | U       | V       | G      | V      | ±      | Höchstes Break | Punkte |
| ---- | -------------- | ------- | ------- | ------- | ------ | ------ | ------ | -------------- | ------ |
| 1    | Stuart Bingham | 2       | 1       | 0       | 8      | 3      | +5     | 72             | 7      |
| 2    | Jamie Jones    | 1       | 1       | 1       | 6      | 5      | +1     | 130            | 4      |
| 3    | Ben Woollaston | 1       | 0       | 2       | 3      | 7      | −4     | 100            | 3      |
| 4    | Jordan Brown   | 0       | 2       | 1       | 5      | 7      | −2     | 117            | 2      |

Einzelergebnisse
| Spiel | Spieler 1      | Ergebnis | Spieler 2      |
| ----- | -------------- | -------- | -------------- |
| 1     | Stuart Bingham | 03:03    | Ben Woollaston |
| 2     | Jordan Brown   | 2:2      | Jamie Jones    |
| 3     | Jordan Brown   | 31:31    | Ben Woollaston |
| 4     | Stuart Bingham | 13:13    | Jamie Jones    |
| 5     | Jamie Jones    | 03:03    | Ben Woollaston |
| 6     | Stuart Bingham | 2:2      | Jordan Brown   |

Gruppe D
Die Spiele der Gruppe D fanden am 27. Juli statt. Favorit Zhao Xintong setzte die Erfolgsserie chinesischer Spieler fort und qualifizierte sich als Gruppensieger ebenfalls für die nächste Runde. Nach zwei 3:0-Siegen stand sein Weiterkommen bereits vor der letzten Partie fest.
| Pos. | Spieler      | Partien | Partien | Partien | Frames | Frames | Frames | Höchstes Break | Punkte |
| Pos. | Spieler      | G       | U       | V       | G      | V      | ±      | Höchstes Break | Punkte |
| ---- | ------------ | ------- | ------- | ------- | ------ | ------ | ------ | -------------- | ------ |
| 1    | Zhao Xintong | 2       | 1       | 0       | 8      | 2      | +6     | 145            | 7      |
| 2    | Gary Wilson  | 2       | 0       | 1       | 6      | 4      | +2     | 115            | 6      |
| 3    | Mark Allen   | 1       | 1       | 1       | 5      | 6      | −1     | 104            | 4      |
| 4    | Chang Bingyu | 0       | 0       | 3       | 2      | 9      | −7     | 136            | 0      |

Einzelergebnisse
| Spiel | Spieler 1    | Ergebnis | Spieler 2    |
| ----- | ------------ | -------- | ------------ |
| 1     | Zhao Xintong | 03:03    | Chang Bingyu |
| 2     | Mark Allen   | 30:30    | Gary Wilson  |
| 3     | Mark Allen   | 13:13    | Chang Bingyu |
| 4     | Zhao Xintong | 03:03    | Gary Wilson  |
| 5     | Gary Wilson  | 13:13    | Chang Bingyu |
| 6     | Zhao Xintong | 2:2      | Mark Allen   |

Gruppe E
Die Spiele der Gruppe E fanden am 25. Juli statt. Der Chinese Lu Ning setzte sich gleich gegen zwei in der Weltrangliste besser platzierte Spieler durch und konnte die Gruppe gewinnen. Für ihn entscheidend war ein Sieg auf die letzte Schwarze im Auftaktmatch gegen Stephen Maguire. Der Schotte konnte den Punktverlust auch durch zwei 3:0-Siege danach nicht mehr wettmachen.
| Pos. | Spieler         | Partien | Partien | Partien | Frames | Frames | Frames | Höchstes Break | Punkte |
| Pos. | Spieler         | G       | U       | V       | G      | V      | ±      | Höchstes Break | Punkte |
| ---- | --------------- | ------- | ------- | ------- | ------ | ------ | ------ | -------------- | ------ |
| 1    | Lu Ning         | 2       | 1       | 0       | 8      | 3      | +5     | 129            | 7      |
| 2    | Stephen Maguire | 2       | 0       | 1       | 7      | 3      | +4     | 73             | 6      |
| 3    | Mark Williams   | 1       | 0       | 2       | 3      | 6      | −3     | 133            | 3      |
| 4    | Aaron Hill      | 0       | 1       | 2       | 2      | 8      | −6     | 73             | 1      |

Einzelergebnisse
| Spiel | Spieler 1       | Ergebnis | Spieler 2       |
| ----- | --------------- | -------- | --------------- |
| 1     | Mark Williams   | 03:03    | Aaron Hill      |
| 2     | Stephen Maguire | 31:31    | Lu Ning         |
| 3     | Stephen Maguire | 03:03    | Aaron Hill      |
| 4     | Mark Williams   | 30:30    | Lu Ning         |
| 5     | Lu Ning         | 2:2      | Aaron Hill      |
| 6     | Mark Williams   | 30:30    | Stephen Maguire |

Gruppe F
Die Spiele der Gruppe F fanden am 25. Juli statt. Ähnlich wie in der parallel ausgetragenen Gruppe E konnte sich Lü Haotian gegen gleich zwei besser platzierte Spieler durchsetzen und den Tag ungeschlagen als Gruppensieger beenden.
| Pos. | Spieler         | Partien | Partien | Partien | Frames | Frames | Frames | Höchstes Break | Punkte |
| Pos. | Spieler         | G       | U       | V       | G      | V      | ±      | Höchstes Break | Punkte |
| ---- | --------------- | ------- | ------- | ------- | ------ | ------ | ------ | -------------- | ------ |
| 1    | Lü Haotian      | 2       | 1       | 0       | 8      | 3      | +5     | 79             | 7      |
| 2    | Hossein Vafaei  | 1       | 1       | 1       | 5      | 5      | ±0     | 124            | 4      |
| 3    | Jimmy Robertson | 0       | 3       | 0       | 6      | 6      | ±0     | 87             | 3      |
| 4    | Michael Judge   | 0       | 1       | 2       | 3      | 8      | −5     | 76             | 1      |

Einzelergebnisse
| Spiel | Spieler 1       | Ergebnis | Spieler 2       |
| ----- | --------------- | -------- | --------------- |
| 1     | Hossein Vafaei  | 03:03    | Michael Judge   |
| 2     | Jimmy Robertson | 2:2      | Lü Haotian      |
| 3     | Jimmy Robertson | 2:2      | Michael Judge   |
| 4     | Hossein Vafaei  | 30:30    | Lü Haotian      |
| 5     | Lü Haotian      | 13:13    | Michael Judge   |
| 6     | Hossein Vafaei  | 2:2      | Jimmy Robertson |

Gruppe G
Die Spiele der Gruppe G fanden am 28. Juli statt. Ricky Walden setzte sich im entscheidenden Gruppenfinale mit 3:1 gegen Shaun Murphy durch und nahm damit dem Favoriten den Gruppensieg weg.
| Pos. | Spieler          | Partien | Partien | Partien | Frames | Frames | Frames | Höchstes Break | Punkte |
| Pos. | Spieler          | G       | U       | V       | G      | V      | ±      | Höchstes Break | Punkte |
| ---- | ---------------- | ------- | ------- | ------- | ------ | ------ | ------ | -------------- | ------ |
| 1    | Ricky Walden     | 2       | 1       | 0       | 8      | 3      | +5     | 135            | 7      |
| 2    | Shaun Murphy     | 2       | 0       | 1       | 7      | 5      | +2     | 112            | 6      |
| 3    | Anthony Hamilton | 1       | 1       | 1       | 6      | 5      | +1     | 116            | 4      |
| 4    | Elliot Slessor   | 0       | 0       | 3       | 1      | 9      | −8     | 51             | 0      |

Einzelergebnisse
| Spiel | Spieler 1        | Ergebnis | Spieler 2        |
| ----- | ---------------- | -------- | ---------------- |
| 1     | Shaun Murphy     | 13:13    | Elliot Slessor   |
| 2     | Ricky Walden     | 2:2      | Anthony Hamilton |
| 3     | Ricky Walden     | 03:03    | Elliot Slessor   |
| 4     | Shaun Murphy     | 13:13    | Anthony Hamilton |
| 5     | Anthony Hamilton | 03:03    | Elliot Slessor   |
| 6     | Shaun Murphy     | 31:31    | Ricky Walden     |

Gruppe H
Die Spiele der Gruppe H fanden am 26. Juli statt. Xiao Guodong sicherte sich dank eines Siegs über Michael White im entscheidenden, letzten Spiel der Gruppe den ersten Platz und damit die Teilnahme an der nächsten Turnierphase.
| Pos. | Spieler        | Partien | Partien | Partien | Frames | Frames | Frames | Höchstes Break | Punkte |
| Pos. | Spieler        | G       | U       | V       | G      | V      | ±      | Höchstes Break | Punkte |
| ---- | -------------- | ------- | ------- | ------- | ------ | ------ | ------ | -------------- | ------ |
| 1    | Xiao Guodong   | 2       | 1       | 0       | 8      | 4      | +4     | 127            | 7      |
| 2    | Michael White  | 2       | 0       | 1       | 7      | 4      | +3     | 131            | 6      |
| 3    | Robert Milkins | 0       | 2       | 1       | 4      | 7      | −3     | 75             | 2      |
| 4    | David Gilbert  | 0       | 1       | 2       | 4      | 8      | −4     | 102            | 1      |

Einzelergebnisse
| Spiel | Spieler 1      | Ergebnis | Spieler 2      |
| ----- | -------------- | -------- | -------------- |
| 1     | David Gilbert  | 31:31    | Michael White  |
| 2     | Robert Milkins | 2:2      | Xiao Guodong   |
| 3     | Robert Milkins | 30:30    | Michael White  |
| 4     | David Gilbert  | 31:31    | Xiao Guodong   |
| 5     | Xiao Guodong   | 13:13    | Michael White  |
| 6     | David Gilbert  | 2:2      | Robert Milkins |

### Endrunde
Die acht Gruppensieger der Zwischenrunde wurden in zwei Gruppen aufgeteilt. Im Modus Jeder gegen jeden wurden an parallelen Tischen die beiden Gruppensieger ermittelt, die dann das Finalmatch austrugen. Die Spiele fanden alle am 29. Juli statt. Aus den Top 10 der Weltrangliste waren nur noch Zhao Xintong und Luca Brecel im Turnier.
Alle Gruppenspiele wurden im Modus Best of 4 ausgetragen.
Gruppe 1
Die Spiele der Endrundengruppe 1 fanden am 29. Juli statt. Von den ersten 4 Partien endeten 3 unentschieden. Nur Lu Ning hatte ein Match gewonnen und durch einen zweiten Sieg im abschließenden Match hielt er die Konkurrenz hinter sich und sicherte sich seine erste Finalteilnahme.
| Pos. | Spieler        | Partien | Partien | Partien | Frames | Frames | Frames | Höchstes Break | Punkte |
| Pos. | Spieler        | G       | U       | V       | G      | V      | ±      | Höchstes Break | Punkte |
| ---- | -------------- | ------- | ------- | ------- | ------ | ------ | ------ | -------------- | ------ |
| 1    | Lu Ning        | 2       | 1       | 0       | 8      | 4      | +4     | 139            | 7      |
| 2    | Ricky Walden   | 0       | 3       | 0       | 6      | 6      | ±0     | 130            | 3      |
| 3    | Stuart Bingham | 0       | 2       | 1       | 5      | 7      | −2     | 131            | 2      |
| 4    | Pang Junxu     | 0       | 2       | 1       | 5      | 7      | −2     | 107            | 2      |

Einzelergebnisse
| Spiel | Spieler 1      | Ergebnis | Spieler 2    |
| ----- | -------------- | -------- | ------------ |
| 1     | Stuart Bingham | 2:2      | Pang Junxu   |
| 2     | Ricky Walden   | 2:2      | Lu Ning      |
| 3     | Ricky Walden   | 2:2      | Pang Junxu   |
| 4     | Stuart Bingham | 31:31    | Lu Ning      |
| 5     | Lu Ning        | 13:13    | Pang Junxu   |
| 6     | Stuart Bingham | 2:2      | Ricky Walden |

Gruppe 2
Die Spiele der Endrundengruppe 2 fanden am 29. Juli statt. Auch in dieser Gruppe gab es vor den letzten beiden Spielen noch 3 Kandidaten für den Finaleinzug. Nur weil Luca Brecel im Duell der verbliebenen Topspieler gegen Zhao Xintong keinen Frame abgab und 3:0 gewann, konnte er sich dank der besseren Framedifferenz durchsetzen und ins Endspiel einziehen.
| Pos. | Spieler      | Partien | Partien | Partien | Frames | Frames | Frames | Höchstes Break | Punkte |
| Pos. | Spieler      | G       | U       | V       | G      | V      | ±      | Höchstes Break | Punkte |
| ---- | ------------ | ------- | ------- | ------- | ------ | ------ | ------ | -------------- | ------ |
| 1    | Luca Brecel  | 2       | 0       | 1       | 7      | 3      | +4     | 108            | 6      |
| 2    | Xiao Guodong | 2       | 0       | 1       | 7      | 4      | +3     | 111            | 6      |
| 3    | Zhao Xintong | 2       | 0       | 1       | 6      | 4      | +2     | 138            | 6      |
| 4    | Lü Haotian   | 0       | 0       | 3       | 0      | 9      | −9     | <50            | 0      |

Einzelergebnisse
| Spiel | Spieler 1    | Ergebnis | Spieler 2    |
| ----- | ------------ | -------- | ------------ |
| 1     | Zhao Xintong | 03:03    | Lü Haotian   |
| 2     | Luca Brecel  | 31:31    | Xiao Guodong |
| 3     | Luca Brecel  | 03:03    | Lü Haotian   |
| 4     | Zhao Xintong | 13:13    | Xiao Guodong |
| 5     | Xiao Guodong | 03:03    | Lü Haotian   |
| 6     | Zhao Xintong | 30:30    | Luca Brecel  |

### Finale
Die Sieger der beiden Endrundengruppen bestritten am 29. Juli das Turnierfinale. Während alle Gruppenspiele Best of 4 waren, wurde das Finalmatch auf 3 Gewinnframes (Best of 5) gespielt. Nachdem er bereits zweimal ein Halbfinale erreicht hatte, war es für Lu Ning das erste Profifinale. Luca Brecel hatte dagegen zuvor schon 6 Mal in einem Finale gestanden und bereits 3 Titel gewonnen, darunter 2020 auch den in der Championship League. Dem Chinesen genügte im ersten Frame ein Break von 67 Punkten nicht und Brecel stahl ihm mit einem Punkt mehr noch Frame. Ein 73-Punkte-Break genügte in Frame 2 danach aber Lu Ning für den Ausgleich. In den nächsten beiden Frames war aber der Belgier der Spieler mit den hohen Breaks von 72 bzw. 100 Punkten und er gewann das Finale mit 3:1 und damit seinen dritten Ranglistenturniertitel.
Das Endspiel endete kurioserweise nicht als letztes Spiel des Turniers – das für den Ausgang der Gruppe 1 nicht mehr entscheidende letzte Spiel (Stuart Bingham gegen Ricky Walden) fing zwar etwas früher als das Endspiel an, dauerte aber trotzdem länger.
| Finale: Best of 5 Frames Schiedsrichter/in: John Pellew Morningside Arena, Leicester, England, 29. Juli 2022 |                |             |
| Lu Ning | 1:3            | Luca Brecel |
| 67:68 (Lu 67), 73:0 (73), 15:72 (72), 0:125 (100)                                                            |                |             |
| 73 | Höchstes Break | 100         |
| – | Century-Breaks | 1           |
| 2 | 50+-Breaks     | 2           |

## Century-Breaks
Insgesamt wurden 106 Century-Breaks gespielt; das höchste gelang dem Chinesen Zhao Xintong mit 145 Punkten am Stück in der Zwischenrunde.
| Zhao Xintong      | 145, 138, 125, 123, 105 (2×), 101 (2×) |
| Shaun Murphy      | 144, 112, 109, 103, 100                |
| Mark Allen        | 142, 104                               |
| Matthew Selt      | 141, 106                               |
| Mark Williams     | 140, 133                               |
| Lu Ning           | 139, 135, 129                          |
| Chris Wakelin     | 139, 108                               |
| David Lilley      | 138                                    |
| Pang Junxu        | 137, 136, 108, 107, 104                |
| Chang Bingyu      | 136, 108                               |
| Zhou Yuelong      | 135, 132, 106                          |
| Ricky Walden      | 135, 130, 106                          |
| Lü Haotian        | 135                                    |
| Jamie Jones       | 134, 130, 102                          |
| Jak Jones         | 133                                    |
| Jimmy Robertson   | 133                                    |
| Peng Yisong       | 133                                    |
| Michael White     | 131, 130, 108, 107                     |
| Stuart Bingham    | 131, 120                               |
| Ian Burns         | 131, 111                               |
| Anthony Hamilton  | 130, 116, 114, 106                     |
| Jackson Page      | 130                                    |
| Xiao Guodong      | 127, 112, 111, 103 (2×), 101           |
| Ronnie O’Sullivan | 127, 121                               |
| Ben Woollaston    | 127, 100                               |

| Andy Lee              | 125                     |
| Ryan Day              | 125                     |
| Hossein Vafaei        | 124, 123, 117           |
| Wu Yize               | 120, 101                |
| Thepchaiya Un-Nooh    | 118                     |
| Jordan Brown          | 117, 115, 111, 108, 100 |
| Joe Perry             | 117                     |
| Ben Mertens           | 117                     |
| Gary Wilson           | 115 (2×)                |
| Luca Brecel           | 114, 108, 100           |
| Mark Selby            | 113                     |
| Louis Heathcote       | 113                     |
| Li Hang               | 111, 100                |
| Joe O’Connor          | 111                     |
| Alexander Ursenbacher | 105, 102                |
| Barry Hawkins         | 105                     |
| Cao Yupeng            | 104                     |
| Mark Davis            | 104                     |
| Dylan Emery           | 103                     |
| Tian Pengfei          | 103                     |
| David Gilbert         | 102, 100                |
| Aaron Hill            | 101                     |
| Fraser Patrick        | 101                     |
| Sanderson Lam         | 100                     |
| Haydon Pinhey         | 100                     |